# Superfruit
Superfruit는 미치 그래시와 스콧 호잉이 운영하는 유튜브 채널이다. 이들은 또한 펜타토닉스의 멤버이다. 채널은 현재 230만 구독자 수와 303백만 조회수를 보유하고 있다.

## 형성과정
그래시의 말을 따르면, "스콧과 제가 어느날 아이홉에 있었을 때, 저희 둘은 각자 유튜브 채널을 만들고 싶어 하는 것에 대해 의논 했어요. 그래서 '그냥 같이 하는게 어때?'라는 식으로 시작하게 되었습니다."라고 말했다. 또 호잉의 말을 따르면, Superfruit이라는 이름은 "미치의 예측할 수 없는 머릿속에서 나왔다"라고 했다. 그들의 첫번째 동영상은 2013년 8월 13일에 올려지게 되었다.